# Габрієла Містраль
Габрієла Містраль (ісп. Gabriela Mistral; справжнє ім'я — Лусіла де Маріа дель Перпетуо Сокорро Годой Алькаяга, скорочено Лусіла Годой Алькаяга(ісп. Lucila de María del Perpetuo Socorro Godoy Alcayaga); 7 квітня 1889 — 10 січня 1957) — чилійська феміністська поетеса, просвітителька, дипломатка, борчиня за права жінок, лауреатка Нобелівської премії з літератури (1945) «За поезію істинного почуття», яка зробила її ім'я символом ідеалістичного прагнення для всієї Латинської Америки.
Літературна наставниця чилійського письменника Пабло Неруди.
За внесок у феміністський поступ відзначена місцем на Поверху спадщини Джуді Чикаго.
На честь Габрієли Містраль названий кратер на Меркурії.
Габрієла Містраль була лесбійкою, не так давно опубліковане її любовне листування з Доріс Даною.

## Книги
- Sonetos de la Muerte (1914)
- Desolación (1922)
- Lecturas para Mujeres (1923)
- Ternura (1924)
- Nubes Blancas y Breve Descripción de Chile (1934)
- Tala (1938)
- Antología (1941)
- Lagar (1954)
- Recados Contando a Chile (1957)
- Poema de Chile (1967, опубліковано посмертно)

## Переклади українською
- Містраль, Габріела. Поезії / Пер. з іспанської. Упорядкування та передмова Михайла Литвинця. — К.: Дніпро, 1984. — 142 с. [Архівовано 25 вересня 2015 у Wayback Machine.]